# پاول کروگلوف
پاول کروگلوف (روسی: Круглов, Павел Николаевич؛ زادهٔ ۱۷ سپتامبر ۱۹۸۵) بازیکن والیبال اهل روسیه است.
پاول در حال حاضر عضو تیم ملی والیبال روسیه و باشگاه دینامو مسکو است. وی در ترکیب تیم ملی روسیه مدال نقره جام جهانی ۲۰۰۷ و دو مدال برنز لیگ جهانی ۲۰۰۶، ۲۰۰۸ را به دست آورد. کروگلوف در جام کنفدراسیون والیبال اروپا ۲۰۱۵ به عنوان باارزش ترین بازیکن مسابقات انتخاب شد.